# 浦臼車站
浦臼站（日语：／ Urausu eki */?）是位於北海道樺戶郡浦臼町字浦臼內，原隸屬於北海道旅客鐵道（JR北海道）札沼線（學園都市線）的铁路废站。電報略號為。
車站名稱來自所在地名，源自阿伊努語的「uray-us-nay」（有魚梁的河川）或「uras-nay」（小竹的河川）。

## 概要
浦臼町的中央車站。過去曾設置交會設備，以札沼線的終點站石狩沼田站的列車經常使用本車站的系統。
2016年3月26日列車時刻改點後，有5輛石狩當別方向的列車會於本車站為終點並進行折返。而開往新十津川方向的列車則大幅減少，一天只有來回各1輛列車，成為JR集團營運中列車班次最少的路段。

## 歷史
- 1934年（昭和9年）10月10日：國有鐵道札沼北線中德富站（現在的新十津川車站）至本車站路段開始營運，本車站同時開始營運。
- 1935年（昭和10年）10月3日：國有鐵道石狩當別車站至浦臼站開始營運。當時的札沼北線（浦臼站至石狩沼田站）與札沼南線（桑園車站至石狩當別站）合併並改稱為札沼線。
- 1943年（昭和18年）10月1日：由於第二次世界大戰戰事惡化，札沼線的石狩月形車站至石狩追分車站指定為不要不急線而停止營運。本車站亦停止營運。
- 1946年（昭和21年）12月10日：札沼線石狩當別站至本車站路段恢復營運。本車站恢復營運。
- 1949年（昭和24年）6月1日：本路線由日本國有鐵道（國鐵）繼承。
- 1953年（昭和28年）11月3日：札沼線浦臼站至雨龍車站路段恢復營運。
- 1979年（昭和54年）2月1日：停止貨物裝卸服務。
- 1984年（昭和59年）
  - 2月1日：停止行李裝卸服務。
  - 3月31日：車站改為簡易委託站。
- 1987年（昭和62年）4月1日：由於國鐵分割民營化，車站由JR北海道管理。
- 1991年（平成3年）3月16日：札沼線的暱稱設定為「學園都市線」[2][3]。
- 1993年（平成5年）：廢除簡易委託，車站完全無人化。
- 1996年（平成8年）3月16日：札沼線石狩當別站至新十津川站的列車開始一人控制。
- 2016年（平成28年）3月26日：本車站至新十津川站的列車時間表修訂為每天只有1輛列車來回[4][5]。
- 2020年（令和2年）
  - 4月17日：受冠状病毒病疫情影响，北海道醫療大學站至本站提前停駛[6]。
  - 5月7日：札沼线北海道医疗大学站-新十津川站区间废线，本站废站[7]。

## 車站構造
废站前為側式月台1面1線的地面車站。

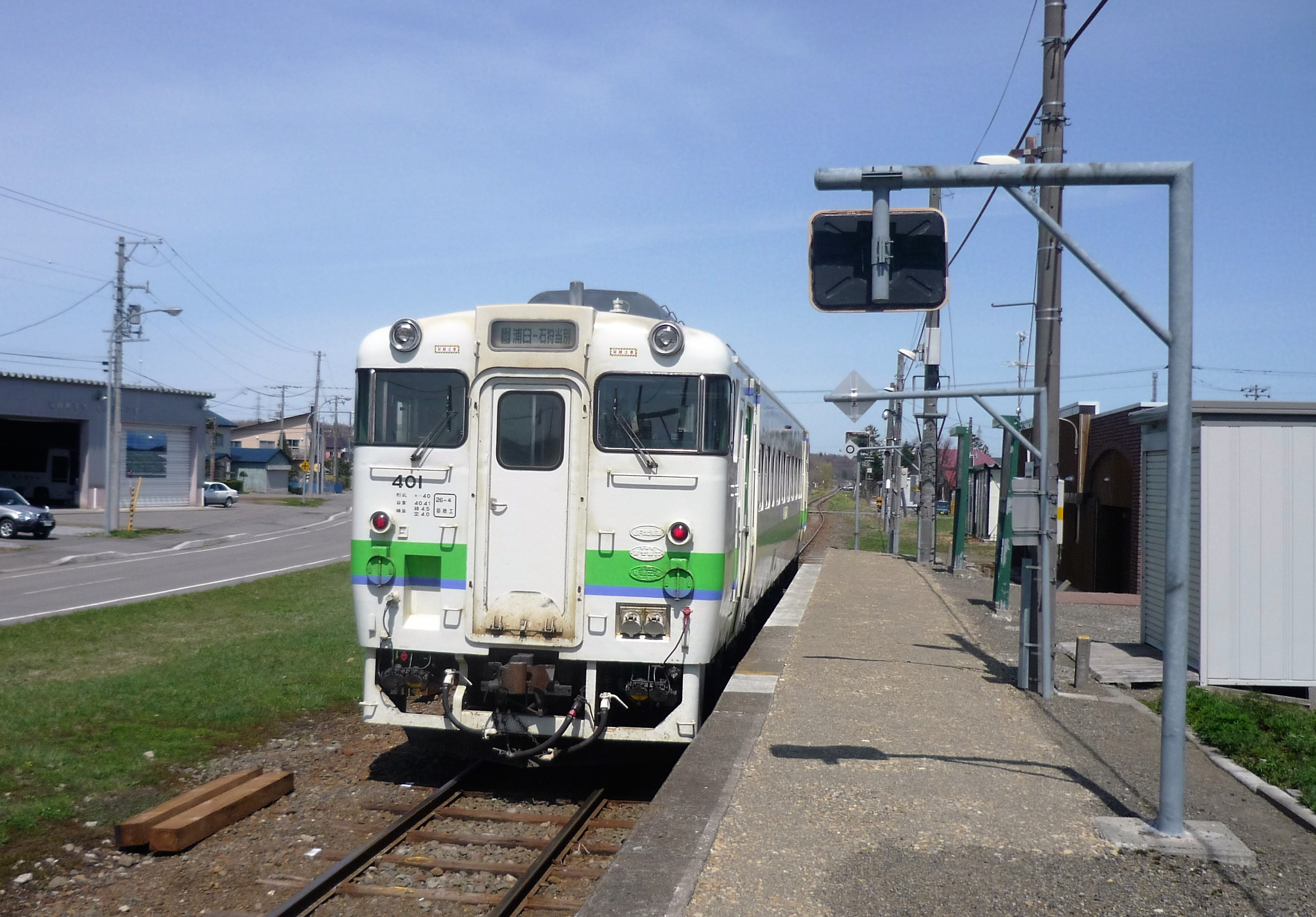
停靠本車站月台的KiHa40 401號

由石狩月形車站管理的無人車站。站房於興建時被冠上「接觸車站」的名字。現時站房內有牙科醫院。
過去（1976年）曾是側式月台2面2線的車站。車站背後往新十津川方向設有供貨物裝卸用的側線，而站房旁往札幌方向則有連接港灣式貨物月台的專用線。在這之前，車站背後的側線北方連接木廠，再以折返式路線延長至南方的土場。而側線南方則分為2條專用線前往鐵路車廠，並於外側設置轉車盤。相關設施皆於廢除貨物裝卸業務去拆除，現在已看不到相關的痕跡。

## 載客量
| 載客量 | 載客量       |
| 年份   | 每天平均人次 |
| ------ | ------------ |
| 2011年 | 16           |
| 2012年 | 22           |
| 2013年 | 22           |
| 2014年 | 22           |

## 車站周邊
- 北海道道603號浦臼停車場線
- 浦臼町役場
- 砂川警察署浦臼駐在所
- 浦臼郵局
- 浦臼町立浦臼中學
- 北門信用金庫浦臼分店
- PINNA農業協同組合（JA PINNA／）浦臼分所
- 浦臼鄉土史料館
- 北海道中央巴士（瀧川浦臼線）、浦臼町營巴士「浦臼站前」站牌
  - JR北海道巴士石狩線廢除後的替代路線。

## 相鄰車站
北海道旅客鐵道（JR北海道）
札沼線（學園都市線）
札的－浦臼－鶴沼